# Medeltidsmuseet
Medeltidsmuseet (tidligere Stockholms medeltidsmuseum) er et historisk museum på Helgeandsholmen i Stockholm. Dets formål er at vise byens historie og samfundsliv i middelalderen.
Museet åbnede i 1986 og findes under Riksplan og Norrbron. I museet findes det ruiner fra bymuren fra  begyndelsen af 1500-tallet. De blev udgravet mellem 1978 og 1980 i forbindelse med ombygningen af Riksdagshuset. Totalt har museet 1750 m² udstillingsområde og 850 udstillede genstande fra hele Stockholm.
En af de mest berømte genstande er det 20 meter lange Riddarholmsskibet, som blev bygget i senmiddelalderen og fundet i 1930 i forbindelse med oprensning af Riddarholmskanalen. Fundet var årsagen til, at museet blev grundlagt, og var museets første registrerede genstand. I 1986 blev Stockholms medeltidsmuseum tildelt European Museum of the Year Award for sin nyskabende og pædagogiske udformning, skabt af museumschefen Margareta Hallerdt og billedkunstneren Kerstin Rydh, der var museets formgiver.
Mellem 2007 og 2010 holdt museet lukket på grund af restaureringen af Norrbro, og i mellemtiden blev museet renoveret og moderniseret. Imens genopbyggedes en del af udstillingen i Kulturhuset på Sergels Torg.